# Telipogon smaragdinus
Telipogon smaragdinus là một loài thực vật có hoa trong họ Lan. Loài này được (Pupulin & M.A.Blanco) N.H.Williams & Dressler mô tả khoa học đầu tiên năm 2005.